# Milorad Mažić
Milorad Mažić (chirilic: Милорад Мажић; n. 23 martie 1973) este un arbitru sârb de fotbal.
Mažić a arbitrat meciuri în diverse campionate naționale, inclusiv unele derbiuri din Liga I. În 2009 a devenit arbitru FIFA. A fost unul din arbitriii competiției la Campionatul Mondial de Fotbal 2014.